# 秀崙核電廠
秀崙核電廠（英語：Shoreham Nuclear Power Plant）是一座位於美國紐約東秀崙的核電廠，反應爐類型是由奇異公司設計的沸水式反應爐。此電廠由長島照明公司於1973年至1984年出資建造，完工後從未正式商轉。
1983年，紐約蘇福克郡立法機構投票認定：若位於長島中部的秀崙核電廠發生意外，可能無法安全疏散住在長島東部的人。紐約州州長马里奥·库默命令州政府否決任何長島照明公司提出的疏散計劃。這兩件事情導致1984年電廠完工後無法繼續完成後續工作，直到隔年新的聯邦法規通過，准許5%低功率測試進行。
秀崙核電廠在1979年的三哩島事件和1986年的車諾比核事故中，受到當地民眾的反對。1981年，有43%的長島居民反對。1986年有74%的長島居民反對。
1989年5月19日，長島照明公司與州政府達成協議，州政府給予稅賦優惠等措施，換取秀崙核電廠不商轉。